# 恋のベスト10
「恋のベスト10」（こいのベストテン）は日本の女性歌手、広瀬香美の16枚目のシングル。

## 解説
- 1999年11月20日にビクターエンタテインメントから発売された。
- アルバム『Music D.』に"curtain rise"バーションが収録されている(2曲目)。
- アルペンCMソング。

## 収録曲
作詞・作曲：広瀬香美
1. 恋のベスト10
  - 編曲：井上ヨシマサ
2. higher and higher
  - 編曲：野崎貴朗
  - ポーラデイリーコスメ（現・pdc）「Presse」CMソング
3. 恋のベスト10（Karaoke）

## 収録アルバム
- Music D. (#1、curtain rise)
- Alpen Best Kohmi Hirose (#1)
- SINGLE COLLECTION (#1)
- Winter High!! 〜Best Of Kohmi's Party〜 (#1)
- THE BEST "1992-2018" + "雪"Setlist Non-Stop Mix (#1)